# St. Georg (Köln-Weiß)

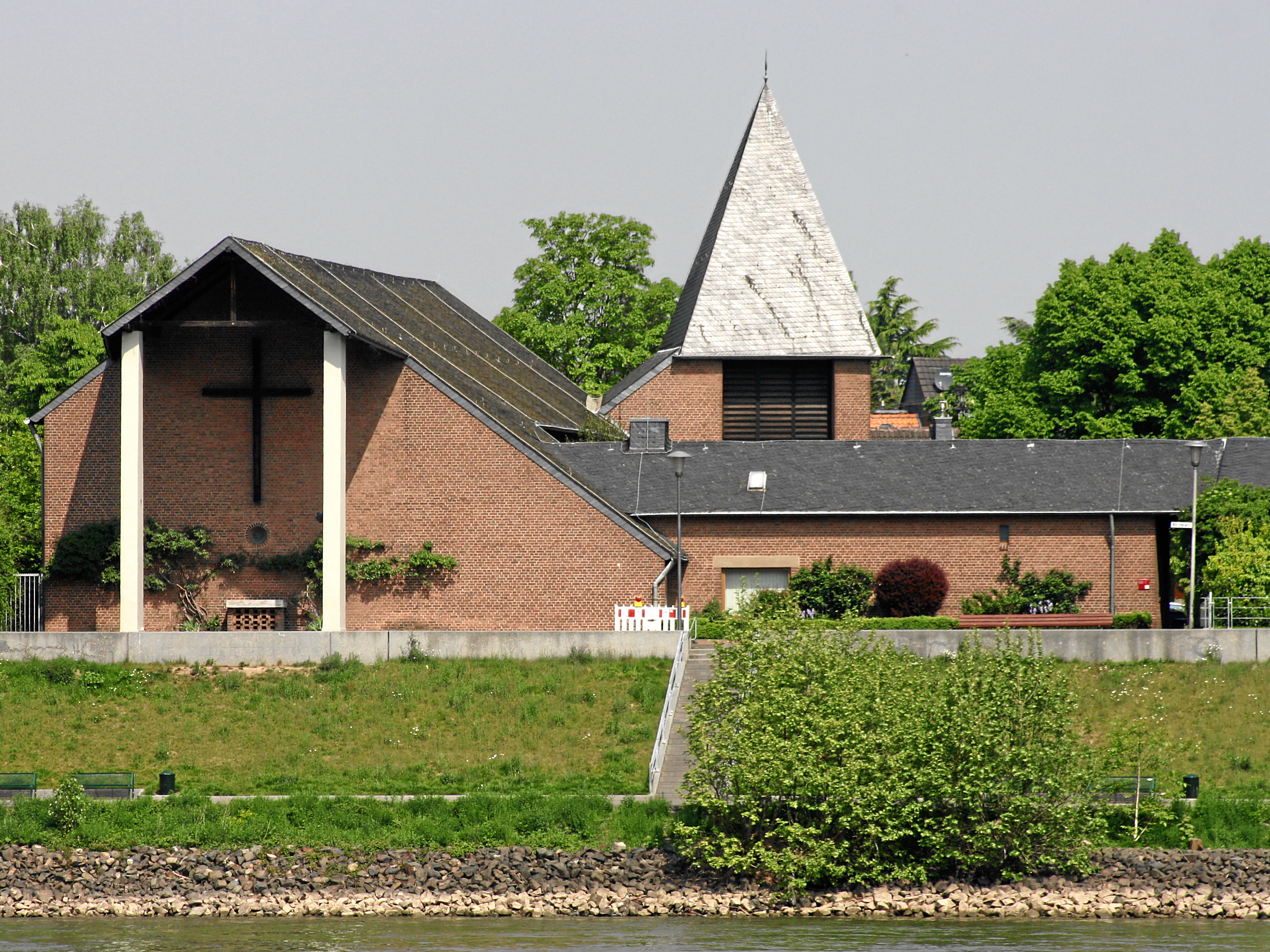
St. Georg von der Rheinseite

St. Georg ist eine römisch-katholische Kirche im Kölner Stadtteil Weiß, die nach Plänen des Architekten Joseph Bernard erbaut und im Jahr 1954 geweiht wurde. Die Kirche steht unter dem Patrozinium des Heiligen Georg und ist seit 2003 denkmalgeschützt. Bis zum Zusammenschluss zur Gemeinde St. Joseph und Remigius, Köln-Rodenkirchen/Sürth/Weiß im Jahr 2007 war sie Pfarrkirche der eigenständigen Gemeinde Köln-Weiß.

## Vorgeschichte und Bau
Die im Jahr 1923 gegründete Pfarrei St. Georg nutzte für ihre Gottesdienste zunächst die seit dem Mittelalter belegte St.-Georgs-Kapelle, die sie ab den 1920er Jahren mit Anbauten zur Notkirche vergrößerte. Erste Planungen für eine neue Kirche am heutigen Standort gab es bereits 1927.
Nachdem die Kapelle im Zweiten Weltkrieg „bis auf die Grundmauern“ zerstört worden war, entschied man sich, sie wieder in ihre historische Form zurückzubauen und stattdessen eine neue Kirche zu errichten. Der Architekt Joseph Bernard, der vor dem Krieg bereits mit dem Kirchenbauer Dominikus Böhm zusammengearbeitet hatte, wurde 1953/1954 mit den Planungen betraut.
1953 wurde der Grundstein, gestaltet von Willy Meller, gelegt, und am 5. Dezember 1954 wurde St. Georg geweiht.
Am 24. Juli 2003 wurde das Gebäude unter der Nummer 8626 in die Denkmalliste der Stadt Köln aufgenommen.
Im Jahr 2007 verlor die Kirche durch einen Gemeindezusammenschluss den Status einer Pfarrkirche; Pfarrkirche der neuen Kirchengemeinde ist St. Joseph in Rodenkirchen.

## Baubeschreibung
St. Georg ist eine große, für über 300 Sitzplätze geplante Saalkirche mit verschiefertem Satteldach, das sich zur Nordseite weit hinunterzieht, und einer Backsteinfassade. Der Bau steht mit seiner Altarwand direkt auf der Kante zur Mittelterrasse des Rheintals. Von der Außenwand überkragt ein Dach – als schmale Verlängerung des Satteldaches – mit zwei langen Säulen bis fast hinunter zum Uferweg und bildet so einen überdachten Außenaltar, auch „Schifferkapelle“ genannt, zum Rhein hin. Diese Wand ist nur von einem kleinen Rundfenster durchbrochen, an dessen Innenseite eine Ewig-Licht-Ampel im Stil einer Schifferlaterne hängt, die nachts vom Fluss aus zu sehen ist.
Die zum Dorf gerichtete Eingangsmauer auf der anderen Seite ist völlig fensterlos und bildet eine zum Saal hin schräge Achse mit dem beigestellten quadratischen Glockenturm, mit dem der Hauptsaal durch eine kurze Überdachung verbunden ist. Auf der Chor- bzw. Flussseite gibt es einen analogen Anbau, der die Werktagskapelle beherbergt.
Die schützende „Scheunenatmosphäre“ setzt sich im großzügigen Inneren mit einem offenen Dachstuhl mit dunklen Balken fort. Die für die Nachkriegszeit nicht ungewöhnliche Architektur soll wahlweise an den Stall in Bethlehem, das Zelt Gottes (Offb 21,3 ) oder auch an einen umgedrehten Schiffsrumpf erinnern. Beleuchtet wird der Raum vor allem von den die Seitenwände in Traufhöhe durchbrechenden Obergadenfenstern sowie im Altarraum zusätzlich durch zwei eingeschossige Fenster an der Südseite. Der christliche Weg von der Taufe zur Eucharistie wird durch eine Mehrstufigkeit des Raums symbolisiert: Der Taufort in einer Nische rechts im Eingangsbereich liegt einige Stufen tiefer als der Hauptraum, der Altar wiederum ist gegenüber dem Langhaus deutlich erhöht angelegt.
Eine Orgel- und Chorempore zieht sich über den Eingangsbereich.

## Ausstattung
Im Altarbereich kontrastiert der in sehr weichen Formen gehaltene Altartisch aus Muschelkalk von Hein Gernot, dessen Füße als Seesterne gedeutet werden. Das Tabernakel im Chorraum wurde unter Anleitung des Bildhauers Elmar Hillebrand durch das Weißer Künstlerpaar Tong ausgeführt. Hillebrand stellte auch den Korpus für das dominierende Altarkreuz an der Ostwand als Dauerleihgabe zur Verfügung. Es entstand um 1500 und hing ursprünglich in einer Kirche in Esenhausen.
Die Obergadenfenster sind in grauweißem Ornamentglas gehalten, die großen Altarfenster an der Südseite ähnlich, jedoch mit farbigen Einsprengseln. Zwei abstrakt gestaltete Fenster – das Rundfenster in der Altarwand sowie das Fenster der Taufkapelle – stammen von Paul Weigmann. Die Fenster in der Taufkapelle stellen eine Uferzone mit Wasserpflanzen dar, die symbolhaft für das neue Leben aus der Taufe stehen. Das Rundfenster stellt ein stilisiertes Schiffssteuerrad dar. In der Werktagskapelle gestaltete Lucyna Mentis Bleiglasfenster mit Schwarzlotmalerei, die drei Engel darstellen.
In der Taufkapelle hängt ein flämisches Ölgemälde aus dem 17. Jahrhundert, das die Heilige Anna, Joachim und Maria darstellt. Ein weiteres historisches Ausstattungsstück ist die Statue einer Madonna mit Kind, die Mitte des 14. Jahrhunderts im Rhein-Maas-Gebiet entstanden ist. Sie wurde der Ausstattung der alten Georgskapelle entnommen und steht in der Werktagskapelle. Drei weitere Heiligenfiguren unterschiedlicher Epochen stehen unterhalb der Orgelempore.
Die zweimanualige Orgel mit 14 Registern, die 1955 von Romanus Seifert gebaut wurde, hat Willi Peter 1988 renoviert und erweitert. Zu diesem Anlass gestaltete Elmar Hillebrand den Orgelprospekt mit einem Blumenrankenornament neu.
Glocken
Das sechsstimmige Geläut wurde 1959 von Petit & Gebr. Edelbrock in Glockenbronze gegossen.
| Glocke | Durchmesser | Gewicht | Schlagton | Name / Inschrift                                                        |
| ------ | ----------- | ------- | --------- | ----------------------------------------------------------------------- |
| I      | 915 mm      | 460 kg  | a′+2⁄16   | GEORG HEISSE ICH, DER GANZEN PFARREI ERKLINGE ICH, DIE MÄNNER RUFE ICH. |
| II     | 805 mm      | 330 kg  | h′+3⁄16   | MARIA HEISSE ICH, DEN FRIEDEN DEUTE ICH, DIE FRAUEN ERINNERE ICH.       |
| III    | 753 mm      | 270 kg  | c″+3⁄16   | JOHANNES BOSCO HEISSE ICH, DIE MANNESJUGEND MAHNE ICH.                  |
| IV     | 667 mm      | 200 kg  | d″+4⁄16   | URSULA HEISSE ICH, DER FRAUENJUGEND KÜNDE ICH.                          |
| V      | 585 mm      | 135 kg  | e″+4⁄16   | HERMANN JOSEPH HEISSE ICH, DEN KNABEN ERTÖNE ICH.                       |
| VI     | 500 mm      | 085 kg  | g″+4⁄16   | MARIA GORETTI HEISSE ICH, DEN MÄDCHEN ERKLINGE ICH.                     |